# Theodosia telifer
Theodosia telifer är en skalbaggsart som beskrevs av Bates 1889. Theodosia telifer ingår i släktet Theodosia och familjen Cetoniidae. Inga underarter finns listade i Catalogue of Life.